# Грб Курганске области
Грб Курганске области је званични симбол једног од субјеката Руске федерације са статусом области — Курганске области. Грб је званично усвојен 1. децембра 1997. године.

## Опис грба
Грб Курганске области је хералдички француски штит са зеленим пољем на коме су два апстрактна сребрна брда (хумке), од којих је хералдичко лијево мање и назире се иза десног. Доњи дио грба је одвоје од горњег зубастом преградом у сребрној боји, са пет видљивих грудобрана и четири отвора. На централном дијелу ове сребрне преграде се налази пролазећа куна, у азурно плавој или плавој боји, са златном њушком и грудима. 
Штит је уоквирен вијенцем златних храстових грана, која су увезана азурно плавом траком Светог Андрије. Куна се креће са хералдички десне стране ка лијевој страни (или са лијеве ка десној гледано од стране посматрача).